# مسجد كرامات بانوا هلات
مسجد كرامات بانوا هلات (بالاندونيسية: Masjid Keramat Banua Halat) هو واحد من أقدم المساجد في مقاطعة كليمنتان الجنوبية، يقع المسجد على يسار قرية هلات بانوا، يبعد المسجد حوالي 120 كم من بنجرماسين عاصمة مقاطعة كليمنتان الجنوبية .

## التاريخ
من غير المعروف بالضبط متى تم بناء المسجد، وفقا للروايات التاريخية فقد تم بناء المسجد من قبل حاجي سالينغناتا ماونغاني في عام 1840.

## استخراج النفط
في أحد أعمدة المسجد وجد تحته نفط، ومن غير المعروف بالضبط لماذا يخرج النفط من تحت العمود، وعليه فقد فب العديد من الزوار والمصلين إلى المسجد، حتى أنه سجل حالات تدافع قوية عند العمود، وكان المصلين يحضرون معهم بعض القطن والمناديل الورقية والفواتير وذلك لدهن النفط بها .

## الحريق
أحرق مسجد كرامات بانوا هلات من قبل الهولنديين الذين كانوا يحتلون إندونيسيا، وعند احتراقه تم بيع ما يقرب من جميع مواد البناء التي بني منها المسجد على جانب النهر خارج المسجد، والبقايا الوحيدة من المسجد القديم هو العمود الذي لا تزال يخرج من تحته النفط، ثم في عام 1862 أعيد بناء المسجد .